# Społeczeństwo nowoczesne
Społeczeństwo nowoczesne (ang. modern society) – określenie stosowane w odniesieniu do cech idealnych społeczeństw, kształtujących się wraz z transformacją zacofanych systemów społecznych w kierunku systemów realizujących wielorakie i złożone funkcje w sposób planowany, zorganizowany i celowy.
Pojęcie wykorzystywane w teorii modernizacji na określenie etapu rozwoju społecznego, bądź cyklu modernizacyjnego, następującego po ukształtowaniu się społeczeństwa tradycyjnego, a zarazem poprzedzającego powstanie społeczeństwa ponowoczesnego. Termin „społeczeństwo nowoczesne” bywa także stosowany na określenie społeczeństwa przemysłowego.
Marek Szczepański dzieli cechy społeczeństwa nowoczesnego na pięć kategorii: organizacyjne, osobowości nowoczesnej, społeczno-kulturowe, polityczne oraz techniczno-ekonomiczne.
1. Cechy organizacyjne: wielka liczba członków, otwartość na inne społeczeństwa, heterogeniczność, miasto jako podstawowa jednostka organizacji przestrzennej, duża liczba miast o charakterze postindustrialnym, dominacja miast informatycznych.
2. Cechy osobowości nowoczesnej: wysoki poziom potrzeby osiągania empatii, nonkonformizm, przekonanie o możliwości opanowania świata fizycznego-przyrodniczego, rezygnacja z fatalizmu i wiary w przeznaczenie, orientacja na przyszłość, osobowość liberalna i/lub demokratyczna.
3. Cechy społeczno-kulturowe: dominacja więzi rzeczowych, podziały warstwowe, porządek społeczny oparty na kontrakcie, pozycje osiągane, zachowania niekonwencjonalne, działania uniwersalistyczne, wiedza naukowa, wysoki poziom skolaryzacji, wysokie kompetencje symboliczne, dominacja sfery profanum w kulturze.
4. Cechy polityczne: władza świecka, władza legalna, szeroki udział społeczeństwa w sprawowaniu władzy, pluralizm instytucji politycznych, brak tendencji endogamicznych elit politycznych.
5. Cechy techniczno-ekonomiczne: nieautarkiczność, skomplikowane technologie, złożony podział pracy, gospodarka wysokotowarowa, wysoki wskaźnik produkcji, przemysły innowacyjne i wyspecjalizowane usługi, dominacja korporacji międzynarodowych.